# Unhalfbricking
| Recensione                | Giudizio |
| ------------------------- | -------- |
| AllMusic                  | [ 1 ]    |
| Robert Christgau          | A-       |
| Rolling Stone Album Guide | [ 3 ]    |
| Piero Scaruffi            | 6/10     |

Unhalfbricking è il terzo album discografico dei Fairport Convention, pubblicato dall'etichetta discografica Island Records nel luglio del 1969.

## Il disco
Genesis Hall, il primo dei due pezzi del chitarrista Richard Thompson, è un commovente omaggio ai senzatetto e sbandati londinesi.
Si tu dois partir, cantata in francese dalla Denny, è la rielaborazione in stile cajun fatta dal gruppo del celebre brano di Bob Dylan, If You Gotta Go, Go Now, questa cover fu anche l'unico brano dell'album che entrò, anche se per breve tempo, in classifica.
Autopsy è un brano suonato e cantato dalla sola Sandy Denny.
A Sailor's Life, un pezzo tradizionale in cui spicca il notevole apporto vocale della cantante (con il violino di Swarbrick come principale supporto).
Cajun Woman è un blues di Richard Thompson, cantato da Sandy Denny in cui spicca in sottofondo la slide guitar di Richard.
Who Knows Where the Time Goes rappresenta uno dei cavalli di battaglia della Denny (che aveva registrato già in precedenza una versione di questo brano nel gruppo degli Strawbs).
Percy's Song di Bob Dylan, è l'ultimo (ed unico nel disco) contributo di Ian Matthews prima del suo definitivo abbandono dal gruppo.
Million Dollar Bash è un'altra cover di Bob Dylan.

## Tracce
Lato A
1. Genesis Hall – 3:35 (Richard Thompson)
2. Si tu dois partir – 2:19 (Bob Dylan)
3. Autopsy – 4:21 (Sandy Denny)
4. A Sailor's Life – 11:09 (Tradizionale; arrangiamento dei Fairport Convention)

Durata totale: 21:24
Lato B
1. Cajun Woman – 2:43 (Richard Thompson)
2. Who Knows Where the Time Goes – 5:07 (Sandy Denny)
3. Percy's Song – 6:50 (Bob Dylan)
4. Million Dollar Bash – 2:55 (Bob Dylan)

Durata totale: 17:35
Edizione CD del 2003, pubblicato dalla Island Records (IMCD 293)
1. Genesis Hall – 3:35 (Richard Thompson)
2. Si tu dois partir – 2:18 (Bob Dylan)
3. Autopsy – 4:20 (Sandy Denny)
4. A Sailor's Life – 11:08 (Tradizionale; arrangiamento dei Fairport Convention)
5. Cajun Woman – 2:42 (Richard Thompson)
6. Who Knows Where the Time Goes – 5:08 (Sandy Denny)
7. Percy's Song – 6:46 (Bob Dylan)
8. Million Dollar Bash – 2:54 (Bob Dylan)
9. Dear Landlord – 4:06 (Bob Dylan) – Bonus Track
10. The Ballad of Easy Rider – 4:55 (Roger McGuinn) – Bonus Track

Durata totale: 47:52

## Formazione
- Sandy Denny - voce, clavicembalo
- Sandy Denny - voce, chitarra acustica (brano: Autopsy)
- Richard Thompson - chitarra acustica, chitarra elettrica, dulcimer elettrico, fisarmonica a piano, organo, controcanto
- Simon Nicol - chitarra acustica, chitarra elettrica, controcanto
- Ashley Hutchings - basso, controcanto
- Martin Lamble - batteria

Musicisti aggiunti:
- Ian Matthews - voce (brano: Percy's Song)
- Dave Swarbrick - fiddle (brani: Si tu dois partir, A Sailor's Life e Cajun Woman)
- Dave Swarbrick - mandolino (brano: Million Dollar Bash)
- Trevor Lucas - triangolo (brano: Si tu dois partir)
- Marc Ellington - voce (brano: Million Dollar Bash)
- Dave Mattacks - batteria (brano: The Ballad of Easy Rider)

Note aggiuntive:
- Joe Boyd, Simon (Simon Nicol) e Fairport (Fairport Convention) - produttori
- Registrazioni effettuate al Sound Techniques di Londra nel marzo-aprile del 1969
- John Wood - ingegnere delle registrazioni
- Eric Hayes - fotografie[7][8]

## Classifica
Album
| Anno | Classifica            | Posizione raggiunta |
| ---- | --------------------- | ------------------- |
| 1969 | Official Albums Chart | 12                  |

Singoli
| Anno | Titolo del brano  | Classifica             | Posizione raggiunta |
| ---- | ----------------- | ---------------------- | ------------------- |
| 1969 | Si tu dois partir | Official Singles Chart | 21                  |